# Davallia lobata
Davallia lobata là một loài dương xỉ trong họ Davalliaceae. Loài này được Poir. Desv. mô tả khoa học đầu tiên năm 1827.